# Vojaški štab Evropske unije
Vojaški štab Evropske unije (uradno angleško European Union Military Staff; kratica: EUMS oz. VŠEU) je oddelek Evropske unije, ki je zadolžen za nadzor operacij v sklopu Skupne varnostne in obrambne politike (Common Security and Defence Policy; CSDP). Neposredna je podrejen zasebni pisarni Visokega predstavnika Evropske unije za zunanje zadeve in varnostno politiko (trenutno Catherine Ashton) in Vojaškemu odboru Evropske unije ter je od leta 2011 del Evropske službe za zunanjepolitično delovanje (European External Action Service; EEAS). 
EUMS vodi generalni direktor Vojaškega štaba Evropske unije; trenutno je to generalporočnik Ton van Osch (Nizozemska).

## Zgodovina
Za ustanovitev štaba so se odločili decembra 2000 na podlagi sklepa Evropskega sveta v Nici.
EUMS je aktiven od 11. junija 2001; njegova glavna zadolžitev je zagotavljanje vojaškega nasveta za visokega predstavnika Evropske unije za zunanje zadeve in varnostno politiko.
Prvotno je bil generalni direktorat v sklopu Generalnega sekretariata Sveta Evropske unije, od 1. januarja 2011 pa je del Evropske službe za zunanjepolitično delovanje (European External Action Service; EEAS). 
V sklopu glavne zadolžitve ima tri naloge: a) zagotavljanje zgodnjega opozorila za krizne situacije, b) analiza in ocena krizne situacije in c) strateško načrtovanje.

## Delovanje
Do danes je EUMS nadzoroval izvajanje naslednjih operacij:
- Concordia: Makedonija, marec - december 2003;
- Artemis: Demokratična republika Kongo, junij - september 2003;
- EUFOR Althea: Bosna in Hercegovina, od decembra 2004;
- EUFOR RD Congo: Demokratična republika Kongo, julij - november 2006;
- EUFOR Tchad-RCA: Čad in Centralnoafriška republika, januar 2008 - marec 2006 in
- EUNAVFOR Somalia - Operacija Atalanta; Somalija, od decembra 2008.

## Struktura
Trenutna (2012)
- Generalni direktor EUMS

- Namestnik  generalnega direktorja EUMS
-  Pravni svetovalec
-  Podpora CEUMC

-  Predsednik Vojaškega odbora Evropske unije
-  Predsednik Delovne skupine Vojaškega odbora Evropske unije

- {{flagicon|}Nizozemska} Izvršna pisarna

-  Evropska celica, SHAPE
-  Evropski predstavnik pri OZN (New York)
-  NPLT

-  Koncepti in zmogljivosti

-  Koncepti
-  Zmogljivosti sile
-  Vaje, usposabljanje in analiza

-  Obveščevalna dejavnosti

-  Obveščevalna politika
-  Obveščevalne potrebe
-  Obveščevalno pridobivanje

-  Operativa

-  Vojaško ocenjevanje in načrtovanje
-  Krizni odziv in trenutne operacije
-  Operativni center in nadzor

-  Logistika

-  Logistična politika
-  Podpora virov
-  Administracija

-  Komunikacijski in informacijski sistemi

-  Komunikacijsko-informacijska politika in potrebe
-  Informacijska tehnologija in varnost